# Ted Hankey
Edward „Ted“ Hankey (* 20. Februar 1968 in Stoke-on-Trent, Staffordshire) ist ein englischer Dartspieler.

## Karriere

### 1995 bis 2000: Vom Karrierebeginn bis zum WM-Sieg
Hankeys internationale Dartskarriere begann im Jahr 1995, als Hankey bei den Welsh Open das Viertelfinale erreichte. In den folgenden Jahren wurde Hankey zu einer festen Größe bei der British Darts Organisation (BDO) bzw. World Darts Federation (WDF). So gewann er bereits ein Jahr später mit den Malta Open sein erstes internationales Turnier. Im Finale setzte er sich mit 2:0 gegen den Malteser Gordon Stanmore durch. Kurz darauf nahm Hankey an seinem ersten Major-Turnier teil. Beim World Masters 1996. Nachdem er dort zunächst noch früh gescheitert war, erreichte er beim World Masters 1997 bereits das Halbfinale, welches er mit 2:3 gegen Ronnie Baxter verlor. Daraufhin qualifizierte er sich auch erstmals für eine Weltmeisterschaft.
Bei der BDO World Darts Championship 1998 traf Hankey in Runde eins auf den Australier Wayne Weening, wobei ihm ein ungefährdeter 3:0-Sieg gelang. In der zweiten Runde gegen die damalige Nummer 5 der BDO Mervyn King gewann Hankey ebenfalls mit 3:0 und zog somit bei seiner ersten WM-Teilnahme direkt ins Viertelfinale ein. Hierbei unterlag er jedoch seinem Landsmann Colin Monk mit 2:5.
Daraufhin spielte sich Hankey bei den Welsh Open ins Viertelfinale und beim World Masters ins Achtelfinale, wobei er bei Letzterem Les Wallace mit 1:2 unterlag. Für die BDO World Darts Championship 1999 war er daraufhin erneut qualifiziert. In Runde eins gelang ihm dabei erneut ein Sieg: mit 3:1 gewann er gegen den US-Amerikaner Roger Carter. In der zweiten Runde schied er jedoch nach einem 1:3 gegen Chris Mason aus.
Bei den Dutch Open im Februar 1999, dem traditionell größten Dartsturnier der Welt, spielte sich Hankey nach einem Halbfinalsieg über den Niederländer und aktuellen Weltmeister Raymond van Barneveld ins Finale. Dieses gewann er gegen Robbie Widdows mit 4:2 und konnte somit seinen bis dato größten Titel einfahren.
Bei den German Open und den England Open, zwei Turnieren, welche ebenfalls für den Kalender der Professional Darts Corporation (PDC) zählten, erreichte Hankey das Viertelfinale. Bei den British Open und dem Brandstaff Masters sowie dem Haaglanden World Top 16 Event, für das sich Hankey erstmalig qualifizieren konnte, kam er sogar ins Halbfinale. Beim World Masters schied Hankey hingegen früh aus.
Bei der BDO World Darts Championship 2000 war Hankey dann erstmals -an Position fünf- gesetzt. Nach einem ungefährdeten 3:0-Sieg über den Schotten Bob Taylor und einem noch klarerem 3:0-Erfolg über Steve Douglas stand Hankey zum zweiten Mal in einem WM-Halbfinale. In diesem behauptete er sich auch gegen Kevin Painter und spielte sich somit erstmals ins Halbfinale bei dem Turnier. In diesem hochkarätigen Duell gegen Chris Mason ging dieser zunächst mit 0:2 in Führung. Hankey gewann den darauffolgenden Satz mit 3:0, gab den vierten Satz jedoch trotz 2:0-Führung noch aus der Hand. Hankey spielte sich daraufhin in vier Legs auf 2:3, verlor den sechsten Satz daraufhin ohne Leggewinn und lag somit bei fünf Gewinnsätzen mit 2:4 hinten. Den sieben Satz gewann Hankey daraufhin erneut ohne Legverlust. Mit 3:1 spielte sich Hankey daraufhin in den Entscheidungssatz. Nach mehreren verpassten Darts auf Doppel gewann Hankey das erste Leg und konnte auch das zweite Leg für sich entscheiden. Im dritten Leg des Satzes traf Hankey nach vier verpassten Matchdarts schließlich die Doppel 5 und zog somit ins WM-Finale ein. In diesem traf er auf den favorisierten Ronnie Baxter, welcher zu diesem Zeitpunkt die Nummer zwei der BDO war. Hankey dominierte dieses Spiel jedoch von Anfang bis Ende und krönte sich schließlich mit einem 6:0 in Sätzen und einer 170, dem höchsten möglichen Checkout, zum ersten Mal zum Darts-Weltmeister. Dafür strich er ein Preisgeld von £44.000 für den Titel und zusätzliche £2.000 für das höchste Check-Out des Turniers.
Daraufhin spielte sich Hankey bei den Isle of Man Open und den England Open ins Viertelfinale und kam bei den Denmark Open ins Halbfinale. Außerdem nahm Hankey erstmals als Teil des englischen Teams beim WDF Europe Cup teil. Während er beim Einzelwettbewerb früh ausschied, kam er mit seinem Doppelpartner Mervyn King bis ins Finale des Doppelwettbewerbs, welches die beiden mit 3:4 gegen Raymond van Barneveld und Co Stompé aus den Niederlanden verlor. Als Teil des englischen Teams siegte Hankey jedoch beim Teamwettbewerb gegen die Niederlande. Beim World Masters jedoch schied Hankey erneut früh aus. Beim neu ausgetragenen European Grand Masters unterlag Hankey in der Gruppenphase Steve Beaton und Les Wallace, sodass sein 7:0-Sieg über Frans Harmsen nicht ausreichte, um trotzdem die K.-o.-Phase zu erreichen.

### 2001 bis 2003: Zweites WM-Finale und Formtief
In die BDO World Darts Championship 2001 startete Hankey trotz seines Vorjahressieges nur als Siebtgesetzter. Er begann das Turnier jedoch wie im Vorjahr mit zwei Spielen, in denen er keinen Satz abgab. So setzte er sich gegen Landsmann Shaun Greatbatch und den Australier Peter Hinkley durch. Im Viertelfinale gegen den Zweitgesetzten Raymond van Barneveld ging es beim Stand von 3:3 in ein Entscheidungsleg für den siebten Satz, in dem van Barneveld sechs Darts auf Doppel verpasste. Hankey checkte aus und stellte somit auf 4:3. Den nächsten Satz entschied jedoch wiederum van Barneveld für sich und forcierte somit einen Entscheidungssatz. Die ersten drei Legs gingen hierbei mit dem Anwurf, womit Hankey 2:1 führte. Schließlich verpasste van Barneveld einen Dart für den Ausgleich und Hankey checkte 25 Punkte zum 5:4-Endstand. Sein darauffolgendes Halbfinale gegen Andy Fordham, aktuelle nummer drei der Welt, gewann Hankey hingegen deutlicher. Bei fünf Gewinnsätzen gab The Count gerade einmal zwei ab und zog somit zum zweiten Mal in Folge in das Finale der BDO-Weltmeisterschaft ein. In diesem sollte er jedoch gegen John Walton weniger Erfolg haben. Er verlor das Spiel mit 2:6 und Walton wurde zum ersten Mal Weltmeister. Hankey erhielt aber dennoch £23.000 für seine Finalteilnahme.
Es folgten zwei Halbfinalteilnahmen bei den Belgium Open und den Denmark Open, hinzu kam ein Viertelfinale beim Sunparks Masters. Beim World Masters schied Hankey jedoch erneut vor dem Achtelfinale aus. Dafür gelang ihm beim Doeland Grand Masters (neuer Name des European Grand Masters) der Viertelfinaleinzug, nachdem er gegen Vincent van der Voort und Mervyn King gewann. Lediglich Wayne Mardle unterlag er in der Gruppenphase. Im Viertelfinale traf er dann allerdings auf Ronnie Baxter und unterlag ihm mit 1:2.
Bei der BDO World Darts Championship 2002 nahm Hankey erneut als Nummer sieben der BDO teil. In der ersten Runde ging Hankey gegen den Finnen Jarkko Komula zweimal in Führung, dieser glich jedoch auch zweimal aus, sodass es schließlich einen letzten Satz gab. Diesen gewann Hankey jedoch mit 3:0 und zog somit in die zweite Runde ein. Dort traf er auf Wayne Jones und gab eine 2:0-Führung noch aus der Hand. Somit schied Hankey zum ersten Mal seit 1999 und zum zweiten Mal überhaupt in der zweiten Runde aus.
Bei den German Open im März zog Hankey nach Siegen über unter anderem Matt Clark und Martin Adams ins Finale ein, welches er gegen Tony Eccles mit 3:1 gewann. Nach einem Viertelfinale bei den England Open sollte Hankey im August auch die Belgium Open gewinnen, indem er im Finale Tony O’Shea besiegte. Bei der World Darts Trophy gewann Hankey in der ersten Runde gegen Wayne Mardle, schied dann aber gegen Andy Fordham aus. Auch beim World Masters ging es für Hankey zum ersten Mal seit 1998 ins Achtelfinale. Das Doeland Grand Masters endete für Hankey nach Vorrundensiegen über Roland Scholten und Tony David und einer Niederlage gegen Shaun Greatbatch im Viertelfinale, welches er mit 1:2 gegen Mervyn King verlor.
Bei der BDO World Darts Championship 2003 war Hankey erstmals wieder ungesetzt. in Runde eins traf er auf Tony O’Shea und verlor mit 2:3. Dabei unterlag Hankey im letzten Satz mit 3:5 in der Verlängerung, nachdem Hankey zwei Darts auf Doppel zum 4:4 verpasste. Es war die erste Auftaktniederlage bei einer WM für Hankey überhaupt.
bei den Dutch Open siegte Hankey im Halbfinale gegen Raymond van Barneveld und im Finale gegen Roland Scholten ohne dabei einen Satz abzugeben. Seinen Titel bei den German Open konnte Hankey daraufhin mit einem Sieg über Andre Brantjes verteidigen. Außerdem erreichte er das Finale bei den British Pentathlon, welches er gegen Andy Fordham verlor. Bei den England Open spielte sich Hankey ebenfalls ins Finale, welches er gegen Gary Anderson zum ersten Mal gewann. Nach einer Halbfinalniederlage bei den Belgium Open konnte Hankey auch seinen Denmark Open-Titel verteidigen, indem er Tony Eccles im Finale besiegte.
Bei der World Darts Trophy hingegen schied Hankey bereits in der ersten Runde gegen Jarkko Komula aus. Bei den British Open kam Hankey ins Halbfinale. Ebenso beim World Masters, wo er nach Siegen über Co Stompé und Gary Anderson an Tony West scheiterte. Das Finale bei den Swedish Open verlor Hankey gegen Raymond van Barneveld. Beim Doeland Grand Masters wurde Hankey nach Siegen über Tony Eccles und Tony David Gruppensieger. Er schied jedoch zum dritten Mal in Folge im Viertelfinale aus. Diesmal unterlag er mit 2:3 Mervyn King.

### 2004 bis 2007: erneutes Formtief und Doeland Grand Masters-Finale
Bei der BDO World Darts Championship 2004 war Hankey nach diesem starken Jahr an Position zwei gesetzt. Er gewann mit 3:2 gegen Colin Monk, wobei Hankey zunächst 2:0 in Führung lag, Monk jedoch zurückkam und im letzten Satz sogar 1:0 führte. Hankey gewann daraufhin jedoch drei Legs in Folge und zog somit in die nächste Runde ein. In dieser gewann Hankey gegen Stephen Bunting deutlich mit 3:0 und traf im Viertelfinale auf Tony O’Shea und unterlag diesem wie im Vorjahr, diesmal mit 1:5.
Im Sommer 2004 musste Hankey zunächst drei Finalniederlagen einstecken, als er sowohl bei den England Open und dem British Pentathlon, als auch den Granite City Open verlor. Erst bei den Norway Open war Hankey dann siegreich, als er gegen Tony Eccles gewann. Bei der World Darts Trophy spielte sich Hankey nach Siegen über John Walton und Gary Robson ins Viertelfinale, welches er gegen Tony David verlor. Beim WDF Europe Cup zog er im Einzel ins Achtelfinale ein und errang den Sieg im Teamevent. Außerdem erreichte er beim World Masters sein bestes Ergebnis seit 1997, indem er sich bis ins Halbfinale spielte. Dieses verlor er mit 4:6 gegen Tony O’Shea. Außerdem zog er beim Doeland Grand Masters nach Vorrundensiegen über Dave Routledge und Shaun Greatbatch erneut ins Viertelfinale ein. Dies konnte er gegen John Walton mit 3:0 erstmals auch gewinnen und somit ins Halbfinale einziehen. Auch hier war Hankey erfolgreich. mit 3:2 besiegte er Co Stompé und traf om Finale auf Raymond van Barneveld. Dieser gewann dann auch mit 1:5 und Hankey musste sich mit Platz zwei begnügen.
Erneut die Nummer zwei der Welt, gewann Hankey bei der BDO World Darts Championship 2005 mit 3:1 in Runde eins gegen John Kuczynski aus den Vereinigten Staaten, bevor er ein deutlich engeres Match gegen den Norweger Robert Wagner mit 3:2 für sich entscheiden konnte. Das Viertelfinale gegen Martin Adams verlor Hankey jedoch mit 3:5 und schied somit aus.
Im Kalenderjahr 2005 konnte Hankey keine größeren Erfolge erzielen. Bei den Denmark Open erreichte er das Halbfinale, ebenso wie bei der World Darts Trophy und dem World Masters. In beiden Fällen schied er nach einer 2:3-Niederlage aus, zunächst gegen John Walton und danach gegen Gary Anderson. Beim Leendesk Masters (neuer Name des Doeland Grand Masters) gewann Hankey in der Vorrunde gegen Marko Kantele und Niels de Ruiter, bevor er auch das Viertelfinale gegen Vorjahressieger Raymond van Barneveld mit 3:2 gewann. Im Halbfinale unterlag Hankey jedoch mit 1:3 Martin Adams.
Nur noch als Nummer acht der BDO traf Hankey bei der BDO World Darts Championship 2006 in Runde ein auf Albertino Essers, welcher das Spiel mit 1:3 gewann und Hankey damit zum erst zweiten Mal nach einem WM-Spiel nach Hause schickte.
Daraufhin spielte sich Hankey bei den Isle of Man Open wieder mal in ein internationales Finale, welches er gegen Gary Anderson. Auch bei den Belgium Open unterlag Hankey erst im Finale, diesmal Darryl Fitton. Bei der World Darts Trophy schied Hankey bereits in der ersten Runde gegen Anderson aus und auch beim World Masters scheiterte er wieder früh.
Bei der BDO World Darts Championship 2007 war Hankey erneut an Position acht gesetzt. Von dieser aus gewann er zunächst ungefährdet gegen Mario Robbe mit 3:0, bevor er sich ein deutlich engeres Duell mit Davy Richardson lieferte, das mit 4:3 den besseren Ausgang für Hankey hatte. Somit traf er in Runde drei, dem Viertelfinale auf die Nummer eins der BDO, Martin Adams und verlor mit 3:5. Hankey spielte mit einer 170 wie zuletzt 2000 das höchste Finish der WM.
Es folgten zwei Halbfinalteilnahmen bei den Isle of Man Open und den German Open, außerdem gelang ihm der Titelgewinn bei den England Open, nachdem er mit 3:0 im Finale Gary Anderson schlagen konnte. Auch beim IDPA Lakeside Classic kam Hankey ins Halbfinale. Bei den Belgium Open unterlag er im Endspiel Tony West und zog bei den British Open abermals ins Halbfinale ein. Beim World Masters ging es für Hankey ins Viertelfinale, nachdem er zuvor Edwin Max besiegen konnte und danach gegen Martin Atkins verlor. Beim Zuiderduin Masters 2007 (neuer Name des Leendesk Masters), scheiterte Hankey trotz eines Sieges über Niels de Ruiter in der Vorrundengruppe. Grund ist eine Niederlage gegen den Gruppensieger Remco van Eijden.

### 2008 bis 2011: Zweiter WM-Titel und Grand Slam of Darts
Bei der BDO World Darts Championship 2008 startete Hankey wieder einmal als Nummer sieben der Setzliste. Er traf in der ersten Runde auf Steve West und gewann -trotz zweimaligen Rückstandes- mit 3:2. In der Zweiten Runde gegen Andy Boulton gelang Hankey ein deutlicherer Sieg: mit 4:1 zog The Count ins Viertelfinale ein., In welchem er gegen einen stark spielenden Simon Whitlock mit 0:5 verlor. Es war das erste Mal, dass Hankey bei einem WM-Spiel ohne Satzgewinn blieb.
Zwei Viertelfinals erspielte sich Hankey bei den Isle of Man Open und den BDO International Open. Beim IDPA Lakeside Classic siegte Hankey nach zwei 4:0-Erfolgen gegen Gary Anderson und Paul Gibbs auch mit 4:2 über Scott Waites. Es blieb jedoch der einzige BDO-Titel des Jahres für Hankey. Beim World Masters verlor er im Achtelfinale Tony O’Shea unterlag. Beim Zuiderduin Masters verlor Hankey erstmals alle Gruppenspiele, wenn auch knapp mit 4:5 gegen Steve West und Gary Anderson.
Traditionell von Setzlistenplatz 7 startete Hankey daraufhin in die BDO World Darts Championship 2009. Mit 3:0 gewann er im ersten Spiel gegen einen schwach spielenden Brian Woods. In der zweiten Runde siegte Hankey auch über Ross Montgomery mit 4:1. Ebenfalls nur einen Satz gab Hankey im Viertelfinale ab. Mit 5:1 gewann er gegen John Walton und zog damit zum ersten Mal seit 2001 wieder ins WM-Halbfinale ein. Gegen Martin Adams lieferte sich Hankey ein ausgeglichenes Spiel, wecĺches Hankey schließlich mit 6:4 für sich entscheiden konnte und somit ins Finale des Turniers einzog. In diesem traf er auf Tony O’Shea, die aktuelle Nummer 9 der Setzliste. Dieser ging auch zunächst mit 0:1 in Führung, bevor Hankey in Fahrt kam und drei Sätze in Folge gewann. Die darauffolgenden Sätze gingen abwechselnd an O’Shea und Hankey, bis es letztendlich 5:6 stand. Im zwölften Satz ging Hankey zunächst 2:0 in Führung und verpasste im darauffolgenden Leg bereits einen Dart auf Doppel 20 zum Titelgewinn. O’Shea checkte daraufhin 81 Punkte aus und gewann auch das folgende Leg, sodass es in diesem Satz 2:2 stand. Hankey kam besser in dieses fünfte Leg und stand dank zwei Aufnahmen von 180 Punkten schnell auf Doppel 20. Er verpasste jedoch weitere fünf Darts auf die Doppel und O’Shea nutzte seine Chance, womit ein entscheidender dreizehnter Satz vonnöten war. Diesen begannen beide Spieler mit einem Break, bevor Hankey seinen eigenen Anwurf zum 2:1 auschecken konnte. Zum Ende des vierten Legs verpasste Hankey erneut einen Dart auf Doppel 20. O’Shea gelang es jedoch nicht, die 121 Punkte auszuchecken, da der dritte Dart das Bullseye knapp verfehlte. Hankeys nächster Matchdart blieb außerhalb der Doppel 10, der zweite passte jedoch und Hankey wurde zum zweiten Mal BDO-Weltmeister. Für diesen Titel erhielt er ein Preisgeld von £95.000 mit zusätzlichen £1.500, da er erneut das höchste Finish des Turniers gespielt hatte.
Darauffolgend spielte sich Hankey ins Finale der Isle of Man Open, wo er jedoch Darryl Fitton unterlag. Weitere Finals folgen bei den West Brabant Open, den Antwerp Open und den BDO International Open, welche er jedoch alle verlor. Bei den England Open konnte er das Finale dann gewinnen, indem er Tony O’Shea mit 5:0 besiegte. In der zweiten Hälfte des Jahres schwächelte Hankey jedoch erneut. ein Viertelfinale im Juli beim IDPA Lakeside Classic konnte er erreichen. Beim World Masters unterlag er im Achtelfinale, was gleichzeitig sein erstes Spiel war, gegen Gino Vos mit 1:3.
Im November 2009 debütierte Hankey als BDO-Weltmeister beim Grand Slam of Darts. In seiner Vorrundengruppe unterlag er zunächst Scott Waites mit 3:5, ließ jedoch mit einem 5:4 über Wayne Mardle seine Hoffnung auf das Weiterkommen am Leben. Er verlor jedoch im Last-Leg-Decider gegen Simon Whitlock und beendete die Vorrunde damit nur als Gruppendritter. Beim Zuiderduin Masters schied Hankey ebenfalls mit einem Sieg über Henry van der Ster aus, da er mit 3:5 gegen Ross Montgomery verlor.
Hankey, der nun die Nummer 5 die Welt war, gewann in der ersten Runde der BDO World Darts Championship 2010 mit 3:0 gegen Gary Robson. Auch in der zweiten Runde konnte The Count wieder gewinnen: mit 4:1 schlug er Willy van de Wiel. Im Viertelfinale unterlag er dann jedoch im letzten Satz mit 4:5 Dave Chisnall, welcher später das Finale erreichen sollte.
Das darauffolgende Jahr blieb zunächst ein recht Erfolgloses für Hankey. Erst ab September konnte Hankey wieder Erfolge feiern, als er ins Finale der British Open kam und dieses gegen Andrew Gilding mit 3:0 gewann. Beim World Masters gewann Hankey zunächst gegen Ross Montgomery, bevor er im Viertelfinale mit 2:3 gegen Stuart Kellett verlor. Beim Grand Slam of Darts war Hankey erneut als BDO-Weltmeister am Start. Im ersten Spiel seiner Vorrundengruppe gewann er mit 5:3 gegen Wes Newton, womit er im nächsten Spiel auf Phil Taylor treffen sollte. Auch dieses Spiel gewann Hankey, wenn auch erst im neunten und letzten Leg und sicherte sich dadurch vorzeitig die Qualifikation für die K.-o.-Runde. Sein 5:4-Erfolg über Michael van Gerwen rundete den Gruppensieg schließlich ab. Im Achtelfinale traf Hankey daraufhin auf Steve Beaton, gegen den er jedoch mit 6:10 verlor. Beim Zuiderduin Masters wurde er ebenfalls Gruppensieger, nachdem er Joey ten Berge und Garry Thompson besiegen konnte. Er unterlag im Viertelfinale allerdings Tony O’Shea mit 0:3.
Bei der BDO World Darts Championship 2011 startete Hankey als Ungesetzter ins Geschehen. Er traf in der ersten Runde auf Scott Waites, gegen den er kein gutes Spiel abliefernkonnte und mit 0:3 verlor.
Entgegen diesem Negativtrend gelang ihm zwei Monate später der Sieg bei den Isle of Man Open, als er im Finale Ron Meulenkamp mit 4:1 bezwingen konnte. Eine Woche später stand Hankey im Halbfinale der Hal Open und im April erreichte er das Viertelfinale bei den German Open. Ein weiteres Finale spielte er bei den England Open, wobei er jedoch mit 2:6 gegen Gary Robson unterlag.
Nach einem Viertelfinale bei den Belgium Open und einem frühen Ausscheiden beim World Masters durfte Hankey zum dritten Mal in Folge am Grand Slam of Darts teilnehmen. Er unterlag dabei zunächst mit 0:5 Dean Winstanley, konnte aber am zweiten Spieltag Raymond van Barneveld mit 5:4 besiegen. Am dritten Spieltag gelang ihm ein 5:2-Erfolg über Ian White und damit auch die Qualifikation für das Achtelfinale. In diesem besiegte er im Last-Leg-Decider Michael van Gerwen (10:9), sodass er zum ersten Mal bei diesem Turnier im Viertelfinale stand. Dieses verlor er dann aber gegen Mark Walsh mit 16:14.

### 2012 bis 2013: PDC-Karriere
Bei der BDO World Darts Championship 2012 war Hankey wieder, an Position 15, gesetzt. Er siegte dabei in der ersten Runde mit 3:2 gegen Clive Barden, bevor er auch in der zweiten Runde einen Sieg im letzten Satz über Scott Waites erzielte. Im Viertelfinale gelang ihm dann ein 5:1-Erfolg über Martin Atkins, womit Hankey zum vierten Mal in ein WM-Halbfinale einzog. Dieses verlor Hankey jedoch zum ersten Mal, wieder im letzten entscheidenden Satz, mit 5:6 gegen Christian Kist, welcher später auch den Titel erringen konnte.
Als Halbfinalist der BDO-Weltmeisterschaft wurde ihm von der PDC eine PDC Pro Tour Card angeboten. Als einziger der vier Spieler nahm er dieses Angebot an und wechselte somit den Verband.
Fortan begann Hankey also die Turniere der PDC Pro Tour 2012 zu spielen. Er qualifizierte sich auch schnell für sein erstes Major, die UK Open. Dabei gelangen ihm zwei Siege, bevor er mit 1:4 gegen Mervyn King ausschied. Beim Players Championship Nummer 10 erreichte Hankey erstmals ein Achtelfinale auf der Tour. Es sollte jedoch sein einziges Achtelfinale bleiben. Seine Major-Bilanz blieb auch überschaubar, er qualifizierte sich lediglich noch für den Grand Slam of Darts als BDO-WM-Halbfinalist, gewann dabei jedoch nur sein zweites Spiel gegen Steve Beaton und schied nach Niederlagen gegen Robert Thornton und Michael van Gerwen als Gruppendritter aus. Bereits während dieses Turniers fiel auf, dass es Hankey gesundheitlich nicht gut zu gehen schien, was später durch seinen Manager als Schlaganfall bestätigt wurde. Aus diesem Grund konnte Hankey auch den Qualifier für die PDC World Darts Championship 2013 nicht antreten.
In die Saison 2013 startete Hankey erneut mit der Qualifikation für die UK Open, nachdem er zuvor noch ein weiteres Achtelfinale beim Players Championship Nummer zwei erreichte. Bei dem UK Open jedoch gelang ihm erneut nur der Sieg in zwei Spielen (gegen Bernd Roith und Dave Weston), bevor er John Part mit 4:9 unterlag. Im Juli qualifizierte sich Hankey zum ersten und einzigen Mal für ein Event der European Darts Tour, die German Darts Masters 2013, konnte dies jedoch aufgrund von Verletzungen nach einem Autounfall nicht antreten. Beim Grand Slam of Darts war Hankey dann wieder dabei. Erneut qualifizierte er sich dafür als BDO-WM-Halbfinalist. Er verlor sein erstes Spiel gegen Scott Waites mit 3:5, gewann jedoch mit dem gleichen Ergebnis gegen Dave Chisnall. Auch sein letztes Spiel gegen Michael Smith konnte er mit 5:1 für sich entscheiden und damit als Gruppenzweiter ins Achtelfinale einziehen. In diesem traf er auf den an Position 6 gesetzten Simon Whitlock, gegen den er trotz eines 1:6-Rückstandes mit 10:9 gewinnen konnte und somit zum zweiten Mal in seiner Karriere in ein Grand-Slam-Viertelfinale einzog. Dies verlor er allerdings mit 10:16 gegen Scott Waites. Dieser Erfolg reichte jedoch nicht aus um sich für die WM zu qualifizieren und außerdem die Tour Card zu halten. Er meldete sich zwar für die PDC Qualifying School 2014 an, entschied jedoch kurz zuvor, doch nicht daran teilzunehmen und zurück zur BDO zu wechseln.

### 2014 bis 2021: Letzte WM-Teilnahme und Karriereende
Ab Februar 2014 spielte Hankey nun also wieder die Turniere der BDO. Nach gescheiterter Qualifikation für die BDO World Trophy schied Hankey auch früh bei den Scottish Open aus. Beim Isle of Man Classic scheiterte er allerdings erst im Viertelfinale und bei den Isle of Man Open im Achtelfinale. Auch bei den Belgium Open und dem British Classic sowie später dem Scottish Classic konnte er das Achtelfinale erreichen. Beim England Classic schied er im Viertelfinale gegen Paul Hogan aus. Bei den British Open eine Woche später scheiterte er ebenfalls erst im Viertelfinale, dieses Mal an Scott Mitchell. Das Qualifikationsturnier für die BDO World Darts Championship 2015 endete jedoch sehr früh für Hankey und auch beim World Masters gewann Hankey gerade einmal zwei Spiele. Beim Tops of Ghent konnte er dann eine weitere Viertelfinalteilnahme einfahren. Beim Zuiderduin Masters gewann Hankey zwar gegen Richard Veenstra, verlor aber gegen Gary Robson und schied somit als Gruppenzweiter aus.
Bei der BDO World Trophy 2015 durfte Hankey Ende Februar als regionaler Qualifikant teilnehmen. Er traf dabei in der ersten Runde auf Sam Hewson und verlor mit 4:6. Sein erstes Halbfinale seit seinem Verbandswechsel erreichte Hankey bei den Hal Open, als er nach Siegen über Nick Kenny und Richard Veenstra gegen Martin Adams verlor. Nach einer Viertelfinalteilnahme bei den BDO International Open im Juni spielte sich Hankey eine Woche später beim Scottish Classic ins Finale, in welchem er jedoch mit 1:6 Madars Razma unterlag. Er erreichte noch ein weiteres Viertelfinale bei den England Masters und ein Achtelfinale bei den British Open, bevor er sich bei den Luxembourg Open ins Halbfinale spielte, bevor er von Thomas Junghans aus der Schweiz mit 0:5 gestoppt wurde. Beim World Masters schied Hankey wieder mal früh aus.
Über die BDO Invitation Table qualifizierte sich Hankey nach diesem guten Jahr für die BDO World Darts Championship 2016. Bei seiner ersten Teilnahme an dem Turnier seit 2012 gewann er zunächst in der Vorrunde gegen David Cameron mit 3:0, schied dann jedoch ohne Satzgewinn gegen Martin Phillips aus.
Hankey verlor daraufhin das Halbfinale bei den Scottish Open gegen den Sieger des Turniers Danny Noppert und das Viertelfinale der Isle of Man Classic gegen Scott Mitchell. Für die BDO World Trophy 2016 erhielt Hankey eine Wildcard, er verlor jedoch wie bei der WM zuvor in Runde eins gegen Martin Phillips. Es kam daraufhin noch zu zwei Achtelfinalteilnahmen bei dem European Darts Classic und den Luxembourg Open, beim World Masters schied er vor der Hauptrunde knapp aus und für die BDO-WM konnte er sich nicht qualifizieren.
2017 nahm Hankey nur noch an wenigen Turnieren teil. Es waren jedoch insgesamt vier Achtelfinals dabei und sogar ein Finaleinzug beim Scottish Classic, das er mit 0:5 gegen Cameron Menzies verlor. Beim World Masters verlor Hankey wie im Vorjahr direkt vor der Hauptrunde.
2018 kam es dann nur noch zu zwei Achtelfinalteilnahmen bei den Scottish Open und den Westfries Open, sowie einem frühen Aus beim World Masters. 2019 und 2020 nahm Hankey nur noch sporadisch an Turnieren teil, zuletzt im März 2020 an den Isle of Man Open, wo er in der Runde der letzten 64 verlor. Ursprünglich war Hankey für die World Seniors Darts Championship 2022 vorgesehen. Er zog seine Teilnahme jedoch im Dezember 2021 zurück.

## Leben
Hankey war bis 2022 mit Sarah Manning verheiratet. Die beiden haben zwei gemeinsame Kinder, einen Sohn (Aaron) und eine Tochter. Manning selbst brachte einen Sohn bereits mit in die Ehe.
2018 wurde Hankey für bankrott erklärt.

### Prozess
Ende März 2022 wurde Hankey wegen sexueller Nötigung angeklagt. Die Tat soll er am 10. September 2021 begangen haben. Das weibliche Opfer soll dabei unter 18 Jahre alt gewesen sein. Nach zwei Wochen, in denen Hankey gegen Kaution auf freiem Fuß war, gestand Hankey die Tat am 14. April 2022 vor dem Warrington magistrates court. Am 12. Mai 2022 wurde Hankey zu einer zweijährigen Gefängnisstrafe verurteilt. Zusätzlich wurde sein Name für die kommenden zehn Jahre ins Register für Sexualstraftäter aufgenommen.

## Weltmeisterschaftsresultate

### BDO
- 1998: Viertelfinale (2:5-Niederlage gegen  Colin Monk)
- 1999: Achtelfinale (1:3-Niederlage gegen  Chris Mason)
- 2000: Sieger (6:0-Sieg gegen  Ronnie Baxter)
- 2001: Finale (2:6-Niederlage gegen  John Walton)
- 2002: Achtelfinale (2:3-Niederlage gegen  Wayne Jones)
- 2003: 1. Runde (2:3-Niederlage gegen  Tony O’Shea)
- 2004: Viertelfinale (1:5-Niederlage gegen  Tony O’Shea)
- 2005: Viertelfinale (3:5-Niederlage gegen  Martin Adams)
- 2006: 1. Runde (1:3-Niederlage gegen  Albertino Essers)
- 2007: Viertelfinale (3:5-Niederlage gegen  Martin Adams)
- 2008: Viertelfinale (0:5-Niederlage gegen  Simon Whitlock)
- 2009: Sieger (6:5-Sieg gegen  Tony O’Shea)
- 2010: Viertelfinale (4:5-Niederlage gegen  Dave Chisnall)
- 2011: 1. Runde (0:3-Niederlage gegen  Scott Waites)
- 2012: Halbfinale (5:6-Niederlage gegen  Christian Kist)
- 2016: 1. Runde (0:3-Niederlage gegen  Martin Phillips)

## Turnierergebnisse
| Turnier                                    | 1995                       | 1996                       | 1997                       | 1998                       | 1999                       | 2000                       | 2001                       | 2002                       | 2003                       | 2004                       | 2005                       | 2006                       | 2007                       | 2008                       | 2009                       | 2010                       | 2011                       | 2012              | 2013              | 2014                       | 2015                       | 2016                       | 2017                       | 2018                       |
| ------------------------------------------ | -------------------------- | -------------------------- | -------------------------- | -------------------------- | -------------------------- | -------------------------- | -------------------------- | -------------------------- | -------------------------- | -------------------------- | -------------------------- | -------------------------- | -------------------------- | -------------------------- | -------------------------- | -------------------------- | -------------------------- | ----------------- | ----------------- | -------------------------- | -------------------------- | -------------------------- | -------------------------- | -------------------------- |
| BDO-Major-Turniere                         |                            |                            |                            |                            |                            |                            |                            |                            |                            |                            |                            |                            |                            |                            |                            |                            |                            |                   |                   |                            |                            |                            |                            |                            |
| Weltmeisterschaft                          | nicht qualifiziert         | nicht qualifiziert         | nicht qualifiziert         | VF                         | AF                         | S                          | F                          | AF                         | 1R                         | VF                         | VF                         | 1R                         | VF                         | VF                         | S                          | VF                         | 1R                         | HF                | n/t               | n/t                        | n/q                        | 1R                         | n/q                        | n/q                        |
| World Masters                              | 2R                         | 3R                         | HF                         | AF                         | 2R                         | 2R                         | 3R                         | AF                         | HF                         | HF                         | AF                         | 4R                         | VF                         | AF                         | AF                         | VF                         | 2R                         | n/t               | n/t               | 4R                         | 3R                         | 4R                         | 4R                         | 1R                         |
| World Trophy                               | nicht ausgetragen          | nicht ausgetragen          | nicht ausgetragen          | nicht ausgetragen          | nicht ausgetragen          | nicht ausgetragen          | nicht ausgetragen          | nicht ausgetragen          | nicht ausgetragen          | nicht ausgetragen          | nicht ausgetragen          | nicht ausgetragen          | nicht ausgetragen          | nicht ausgetragen          | nicht ausgetragen          | nicht ausgetragen          | nicht ausgetragen          | nicht ausgetragen | nicht ausgetragen | n/q                        | 1R                         | 1R                         | n/q                        | n/q                        |
| WDF-Platin-/Major-Turniere                 |                            |                            |                            |                            |                            |                            |                            |                            |                            |                            |                            |                            |                            |                            |                            |                            |                            |                   |                   |                            |                            |                            |                            |                            |
| International League                       | nicht ausgetragen          | nicht ausgetragen          | nicht ausgetragen          | nicht ausgetragen          | nicht ausgetragen          | nicht ausgetragen          | nicht ausgetragen          | nicht ausgetragen          | VF                         | VF                         | AF                         | VF                         | n/t                        | nicht ausgetragen          | nicht ausgetragen          | nicht ausgetragen          | nicht ausgetragen          | nicht ausgetragen | nicht ausgetragen | nicht ausgetragen          | nicht ausgetragen          | nicht ausgetragen          | nicht ausgetragen          | nicht ausgetragen          |
| World Trophy                               | nicht ausgetragen          | nicht ausgetragen          | nicht ausgetragen          | nicht ausgetragen          | nicht ausgetragen          | nicht ausgetragen          | nicht ausgetragen          | AF                         | 1R                         | VF                         | AF                         | 1R                         | n/t                        | nicht ausgetragen          | nicht ausgetragen          | nicht ausgetragen          | nicht ausgetragen          | nicht ausgetragen | nicht ausgetragen | nicht ausgetragen          | nicht ausgetragen          | nicht ausgetragen          | nicht ausgetragen          | nicht ausgetragen          |
| WDF Europe Cup                             | n/a                        | n/t                        | n/a                        | n/t                        | n/a                        | 3R                         | n/a                        | n/t                        | n/a                        | AF                         | n/a                        | n/t                        | n/a                        | n/t                        | n/a                        | n/t                        | n/a                        | n/t               | n/a               | n/t                        | n/a                        | n/t                        | n/a                        | n/t                        |
| Finder Masters                             | unbekannt                  | unbekannt                  | nicht ausgetragen          | nicht ausgetragen          | nicht ausgetragen          | GP                         | VF                         | VF                         | VF                         | F                          | HF                         | n/a                        | GP                         | GP                         | GP                         | VF                         | n/q                        | n/t               | n/t               | GP                         | nicht qualifiziert         | nicht qualifiziert         | nicht qualifiziert         | nicht qualifiziert         |
| PDC-Ranking-Turniere                       |                            |                            |                            |                            |                            |                            |                            |                            |                            |                            |                            |                            |                            |                            |                            |                            |                            |                   |                   |                            |                            |                            |                            |                            |
| UK Open                                    | nicht ausgetragen          | nicht ausgetragen          | nicht ausgetragen          | nicht ausgetragen          | nicht ausgetragen          | nicht ausgetragen          | nicht ausgetragen          | nicht ausgetragen          | nicht teilgenommen         | nicht teilgenommen         | nicht teilgenommen         | nicht teilgenommen         | nicht teilgenommen         | nicht teilgenommen         | nicht teilgenommen         | nicht teilgenommen         | nicht teilgenommen         | 2R                | 3R                | nicht teilgenommen         | nicht teilgenommen         | nicht teilgenommen         | nicht teilgenommen         | nicht teilgenommen         |
| PDC-Turniere ohne Einfluss auf das Ranking |                            |                            |                            |                            |                            |                            |                            |                            |                            |                            |                            |                            |                            |                            |                            |                            |                            |                   |                   |                            |                            |                            |                            |                            |
| Grand Slam of Darts                        | nicht ausgetragen          | nicht ausgetragen          | nicht ausgetragen          | nicht ausgetragen          | nicht ausgetragen          | nicht ausgetragen          | nicht ausgetragen          | nicht ausgetragen          | nicht ausgetragen          | nicht ausgetragen          | nicht ausgetragen          | nicht ausgetragen          | n/q                        | n/q                        | GP                         | AF                         | VF                         | GP                | VF                | nicht qualifiziert         | nicht qualifiziert         | nicht qualifiziert         | nicht qualifiziert         | nicht qualifiziert         |
| Karrierestatistiken                        |                            |                            |                            |                            |                            |                            |                            |                            |                            |                            |                            |                            |                            |                            |                            |                            |                            |                   |                   |                            |                            |                            |                            |                            |
| Jahresendplatzierung                       | unbekannt                  | unbekannt                  | unbekannt                  | unbekannt                  | 5                          | 7                          | 7                          | ?                          | 2                          | 2                          | 8                          | 8                          | 7                          | 7                          | 5                          | 21                         | 15                         | 91                | 88                | 25                         | 31                         | 36                         | 59                         | 112                        |
| Verband                                    | British Darts Organisation | British Darts Organisation | British Darts Organisation | British Darts Organisation | British Darts Organisation | British Darts Organisation | British Darts Organisation | British Darts Organisation | British Darts Organisation | British Darts Organisation | British Darts Organisation | British Darts Organisation | British Darts Organisation | British Darts Organisation | British Darts Organisation | British Darts Organisation | British Darts Organisation | PDC               | PDC               | British Darts Organisation | British Darts Organisation | British Darts Organisation | British Darts Organisation | British Darts Organisation |

| Legende zu den Turnierergebnissen | Legende zu den Turnierergebnissen | Legende zu den Turnierergebnissen | Legende zu den Turnierergebnissen | Legende zu den Turnierergebnissen | Legende zu den Turnierergebnissen | Legende zu den Turnierergebnissen | Legende zu den Turnierergebnissen | Legende zu den Turnierergebnissen | Legende zu den Turnierergebnissen |
| --------------------------------- | --------------------------------- | --------------------------------- | --------------------------------- | --------------------------------- | --------------------------------- | --------------------------------- | --------------------------------- | --------------------------------- | --------------------------------- |
| n/t                               | nicht teilgenommen                | n/q                               | nicht qualifiziert                | n/a                               | nicht ausgetragen                 | #R                                | Aus in jeweiliger Runde           | GP                                | Aus in der Gruppenphase           |
| AF                                | Achtelfinalist                    | VF                                | Viertelfinalist                   | HF                                | Halbfinalist                      | F                                 | Turnierfinalist                   | S                                 | Turniersieger                     |

## Titel

### BDO
- Majors
  - BDO World Darts Championship: (2) 2000, 2009
- Weitere
  - German Open: (2) 2002, 2003
  - England Open: (3) 2003, 2007, 2009
  - IPDA Lakeside Classic: (1) 2008
  - British Open: (1) 2010
  - Isle of Man Open: (1) 2011